# Kościół św. Mikołaja w Kilonii
Kościół św. Mikołaja (niem. St. Nikolai) – gotycka świątynia luterańska znajdująca się w niemieckim mieście Kilonia, przy placu Alter Markt. Najstarszy zachowany budynek miasta.

## Historia
Budowę kościoła rozpoczęto w 1242 roku wraz z lokacją miasta. W 1284 ufundowano prezbiterium, a w II połowie XIII wieku istniała już północna ściana i kruchta. W 1350 projekt świątyni zmieniono, rezygnując z układu bazylikowego na rzecz kościoła halowego wzorowanego na kościele św. Piotra w Lubece. W latach 1433–1460 wzniesiono wieżę. W 1486 gmach został zniszczony przez pożar wywołany uderzeniem pioruna. W 1526 roku świątynia przeszła w ręce protestantów. W latach 1877–1884 kościół przebudowano w stylu neogotyckim, podczas przebudowy usunięto kaplice boczne, wykonano nowy portal zachodni, wymieniono część wyposażenia oraz usunięto lektorium. 22 maja 1944 budynek został zniszczony podczas bombardowania, spłonęła wieża i dach, a sklepienia zawaliły się. W 1950 odbudowano go na podstawie projektu Gerharda Langmaacka z użyciem współczesnych form i materiałów budowlanych (m.in. stali i betonu). W 1986 roku kościół odrestaurowano.

## Architektura i wyposażenie
Mury od zewnątrz reprezentują styl gotycki, wnętrze ma natomiast modernistyczny charakter, który uzyskano podczas powojennej odbudowy. Kościół jest trójnawowy, nawy są przykryte wspólnym dachem dwuspadowym. Istniejące przed wojną sklepienia zastąpiono płaskim stropem.
Wnętrze zdobią:
- brązowa chrzcielnica z 1344 roku autorstwa Johanna Apengetera, z barokowym, drewnianym baldachimem z 1674 roku,
- freski z ok. 1410 roku ze sceną Znalezienia Krzyża Świętego przez św. Helenę,
- ołtarz szafiasty z 1460 roku, przeniesiony w 1541 ze zlikwidowanego klasztoru franciszkanów, ze przedstawieniami Pasji i Zmartwychwstania Pańskiego oraz scenami z życia Maryi w wewnętrznej stronie oraz scenami Starotestamentowymi po stronie zewnętrznej (używanej obecnie podczas adwentu i czasu pasyjnego); w predelli znajdują się natomiast figury ośmiu proroków,
- krucyfiks tęczowy z 1490 roku,
- ołtarz Chrztu Pańskiego z ok. 1490 roku,
- żyrandole z lat 1638 i 1661[4],
- barokowa ambona z 1705 roku[5].

Organy główne, ustawione na emporze, wykonał w 1965 roku organmistrz Detlef Kleuker. Wyremontowano je w latach 1996–1997, w 2003 i w 2010 roku, po tych renowacjach składają się z 3500 piszczałek zgrupowanych w 52 głosy. Prócz nich od 2003 roku w kościele znajduje się drugi instrument, zwany organami chórowymi, wykonany w 1920 roku w paryskim warsztacie Mutin-Cavaillé-Coll. Najmniejszymi organami w kościele są tzw. Truhenorgel, pochodzące z zakładu Orgelbau Ulrich Babel i wykorzystywane podczas koncertów.

## Galeria

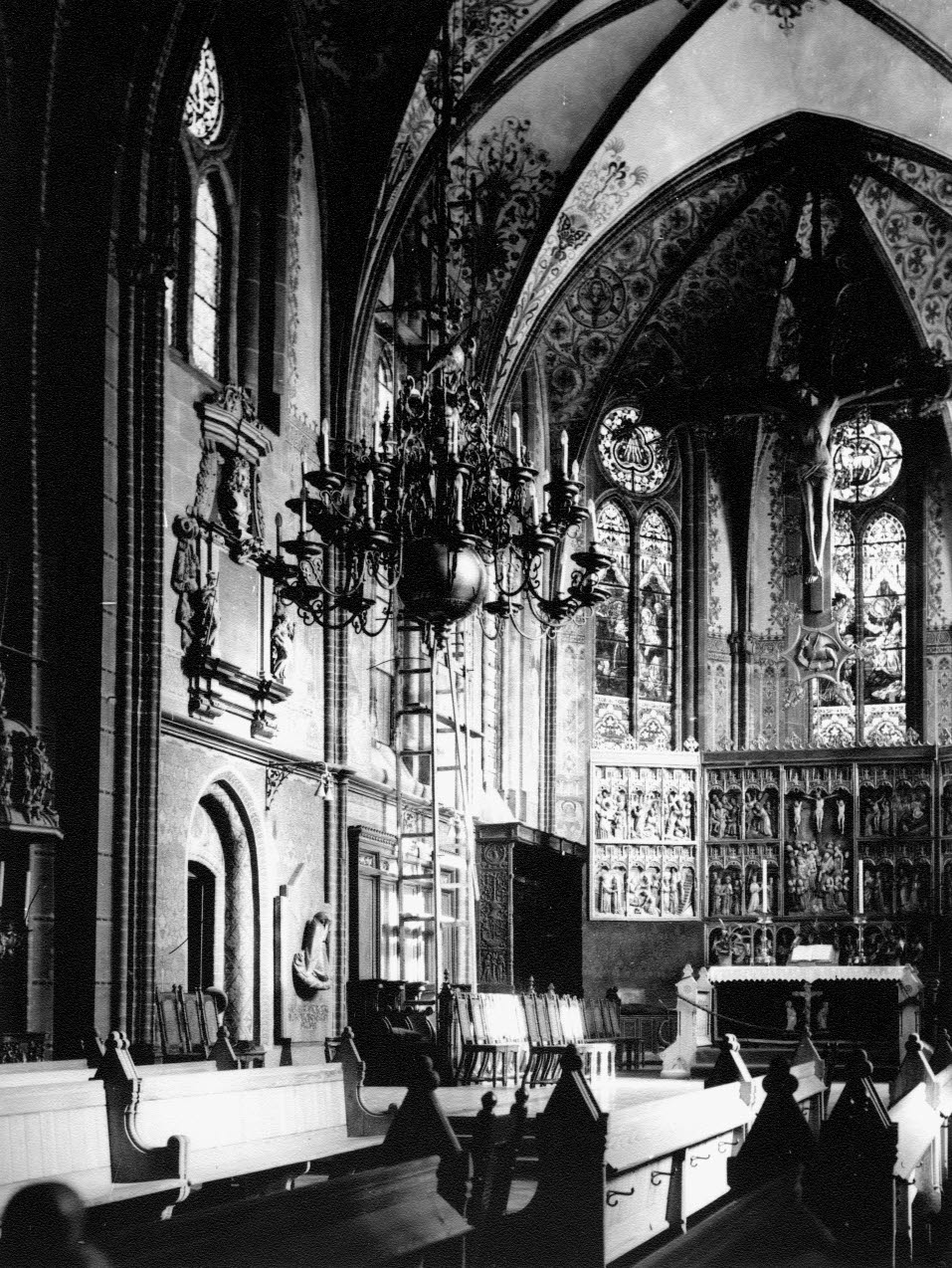
Wnętrze w 1938 roku
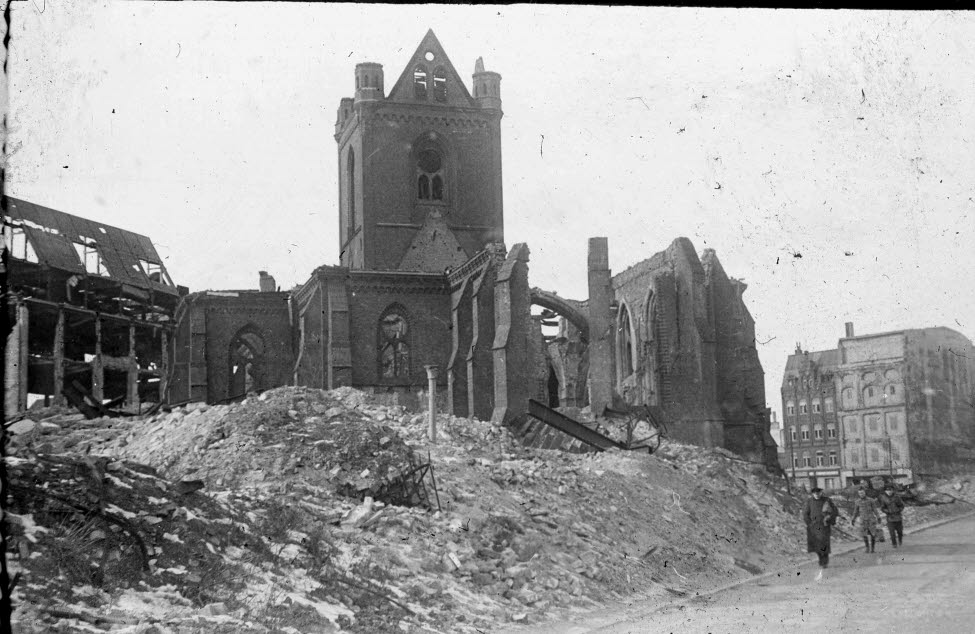
Ruiny kościoła w 1947
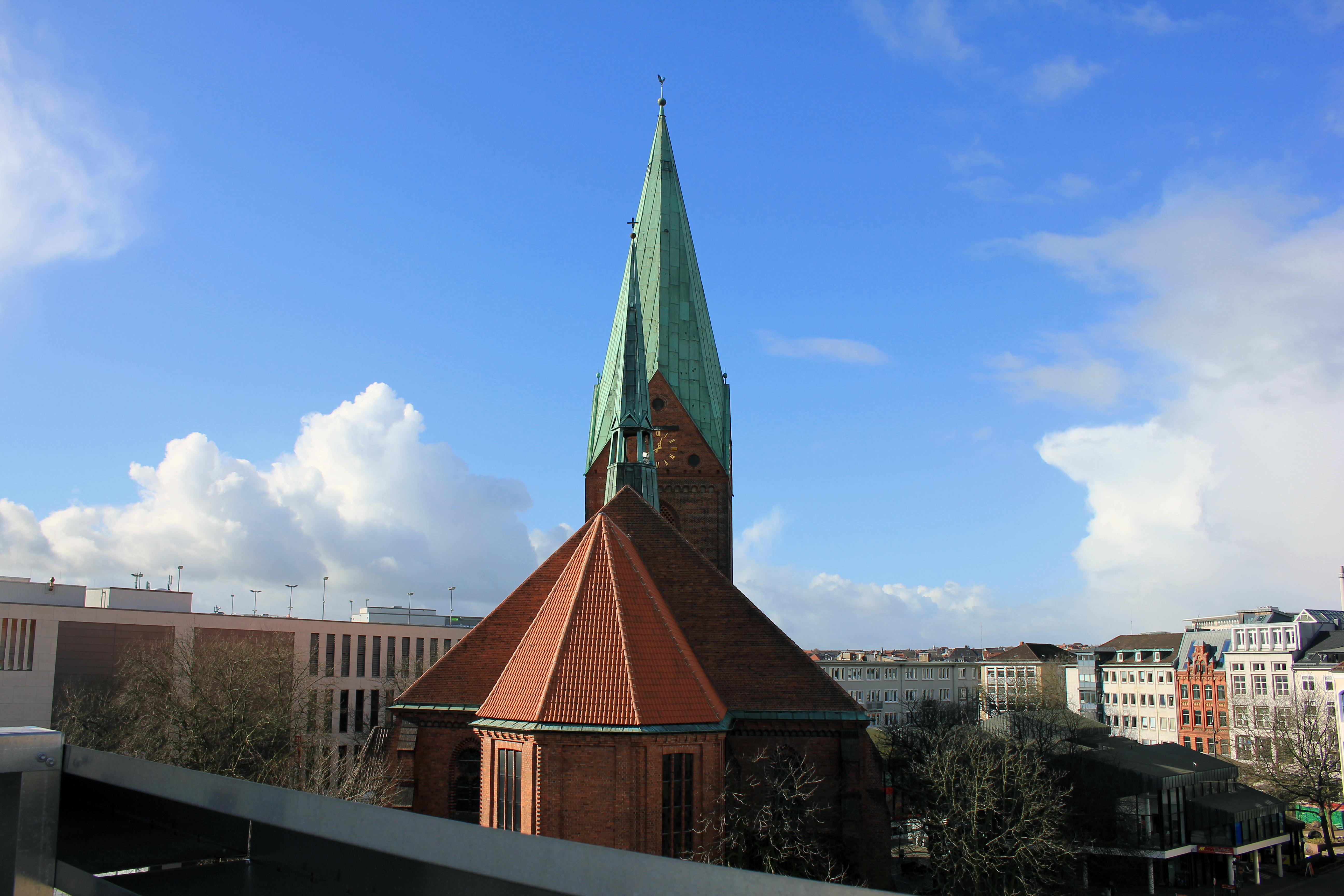
Widok ze wschodu
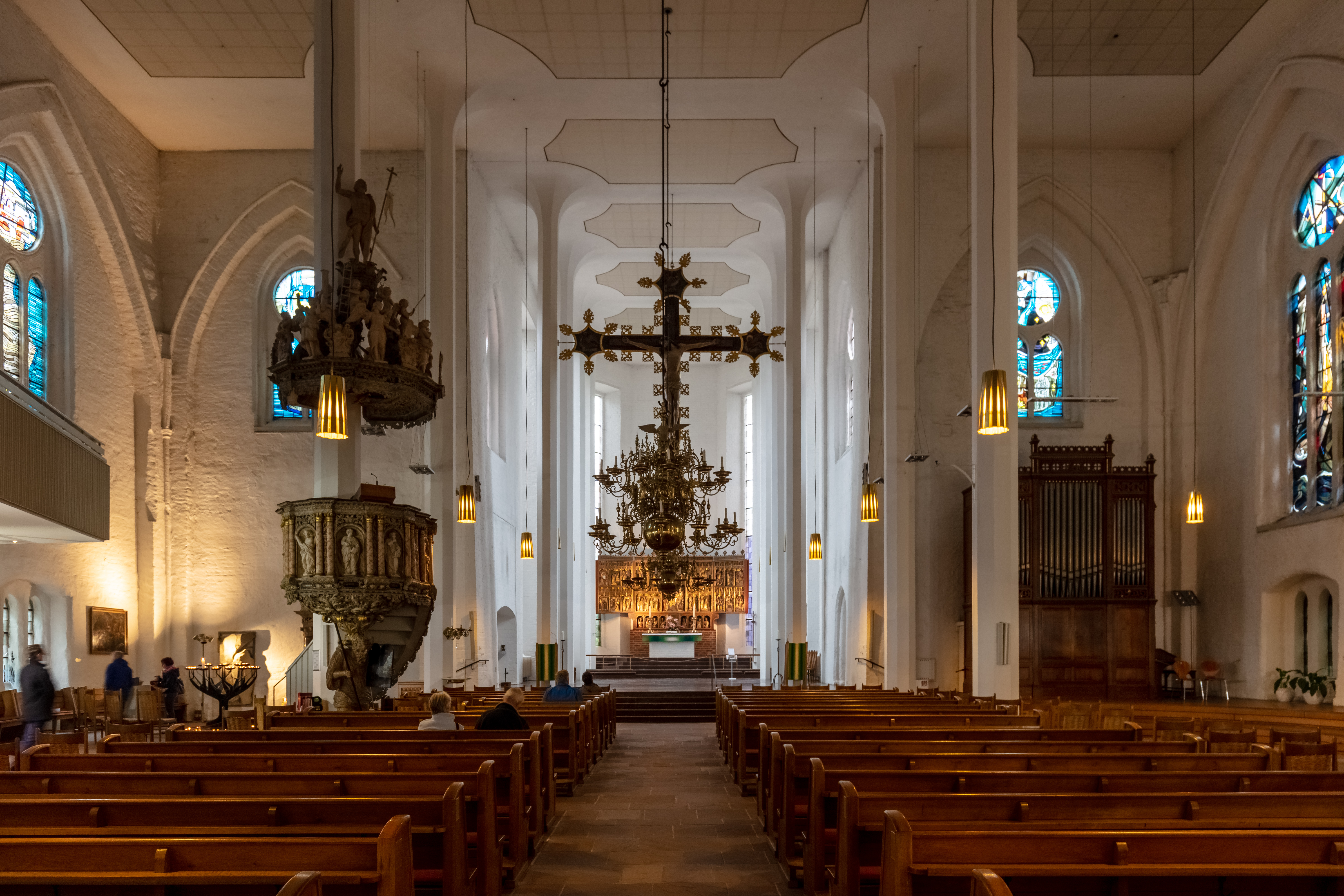
Wnętrze
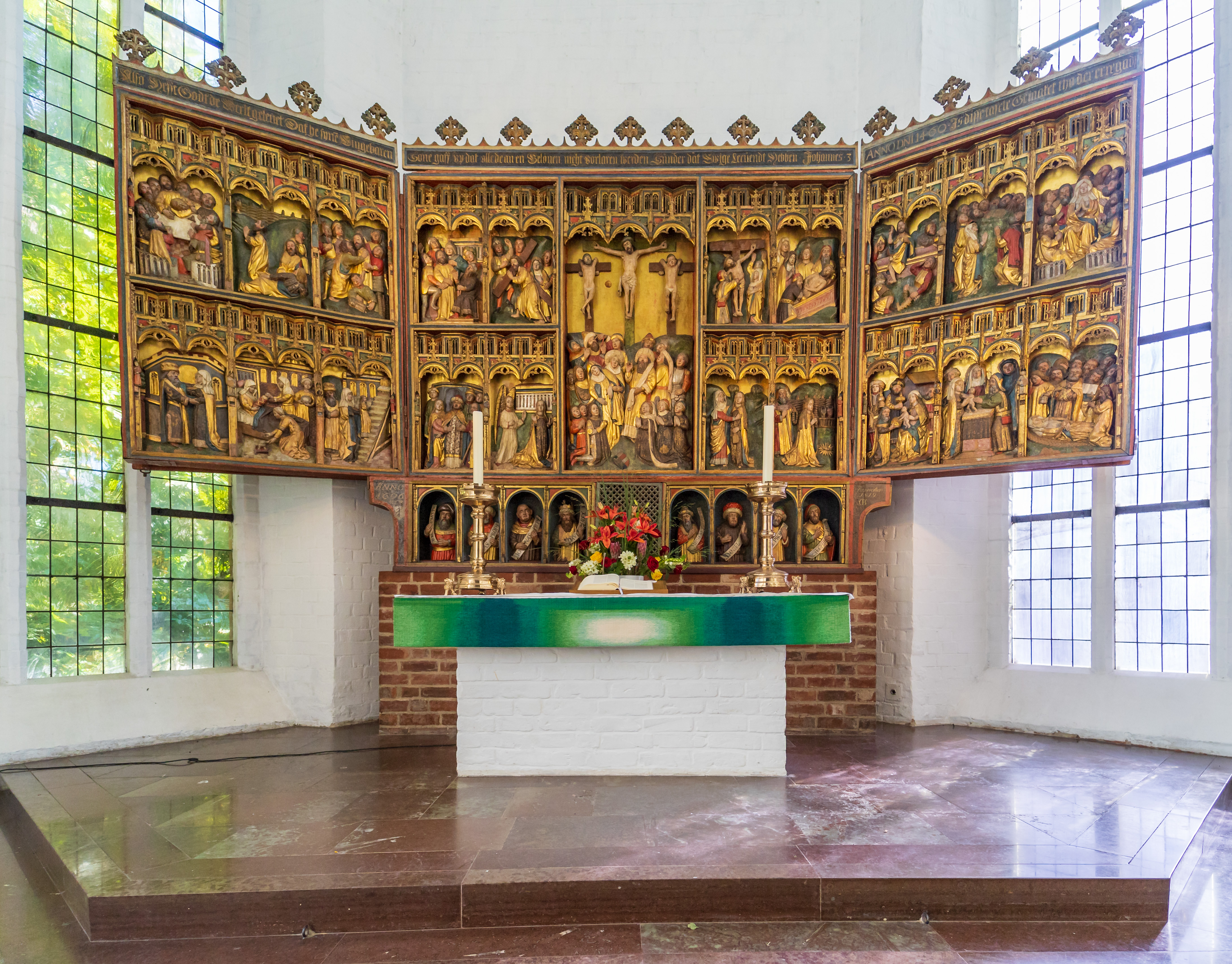
Ołtarz główny
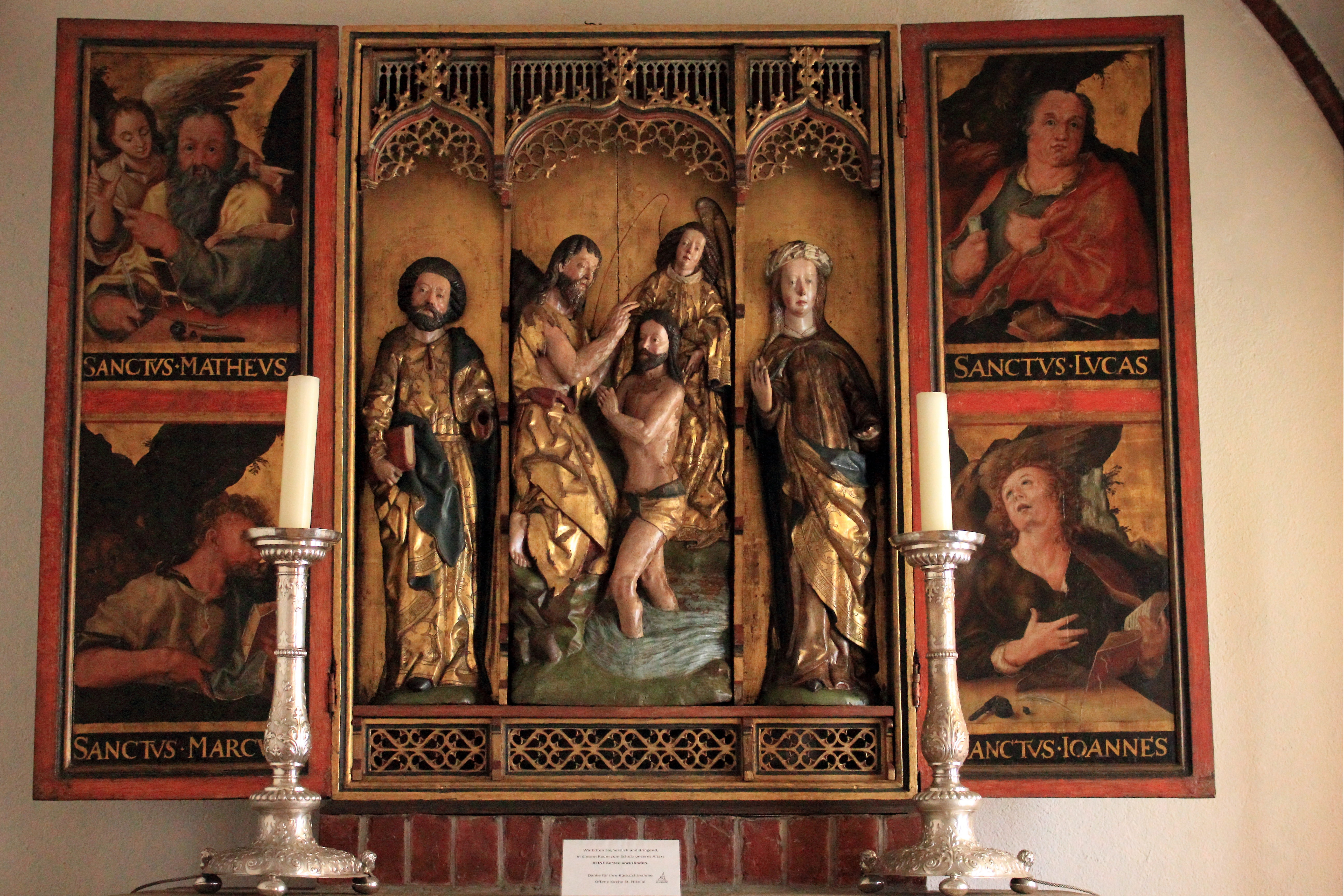
Ołtarz Chrztu Pańskiego
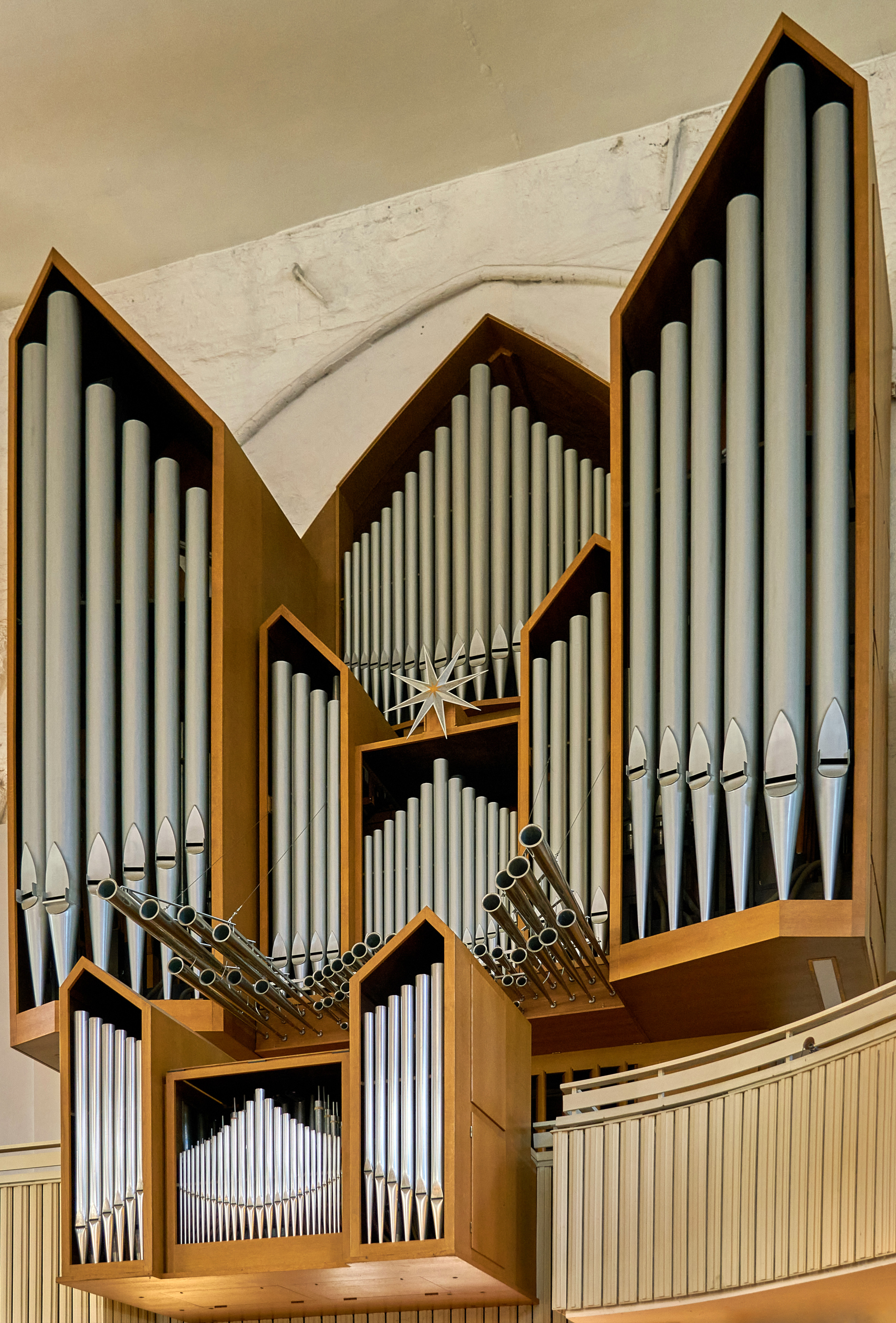
Organy